# Cops: L.A.C.

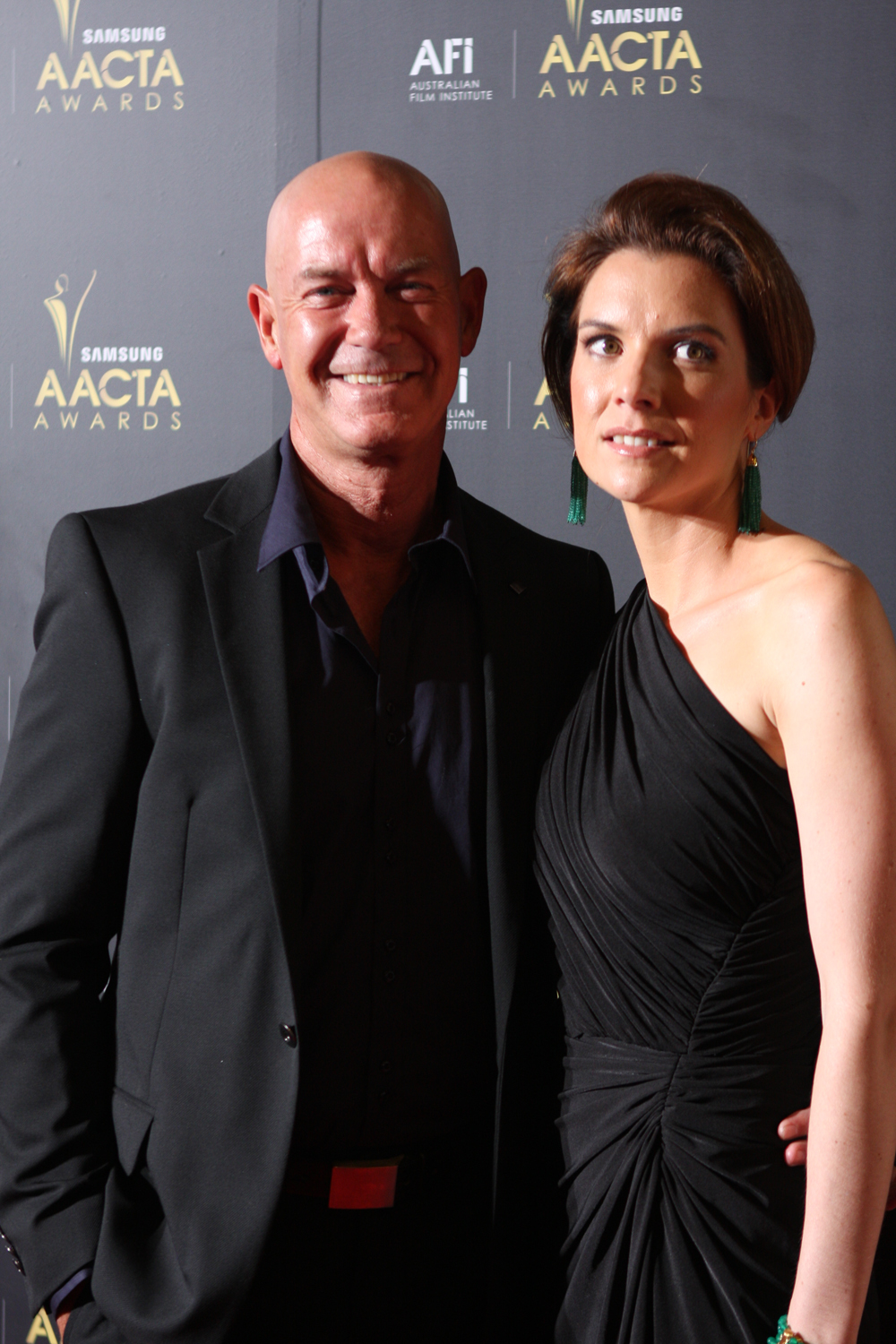
Gary Sweet en los AACTA Awards de 2012.

Cops: L.A.C. es un drama australiano. La serie sigue al Área Local del Equipo de Comando (en inglés: "Local Area Command Team"), un cuerpo de policía especializado, el equipo es dirigido por la Inspectora Diane Pappas.
La serie se estrenó el 2 de septiembre de 2010, en el mismo horario que la serie policíaca Rush del canal contrario Network Ten. Más tarde en octubre del mismo año se anunció que la serie cambiaría de horario y ahora se transmitiría a las 9:30, por lo que ya no competiría con la serie policíaca Rush.
COPS: L.A.C fue creado por Diane Haddon y Lisa Scott, y ha contado con actores invitados como Simon Lyndon, Brett Climo, Vince Colosimo, Jeremy Lindsay Taylor, Jonny Pasvolsky, Simmone Jade Mackinnon, Jessica Tovey, Natasha Cunningham, Indiana Evans, Lisa Chappell, Abi Tucker, Melanie Vallejo, Matthew Holmes, Jacinta Stapleton, Zoe Carides, Sophie Hensser, entre otros.
En noviembre del 2010 y tras terminar la primera temporada se anunció que el programa no regresaría y que sería cancelado debido a la baja audiencia de este.

## Historia
Cops L.A.C. gira en torno a las operaciones policiales especializadas del Comando de Área Local la cual está encabezada por la Inspectora Diane Pappas y el Superintendente Jack Finch. 
Los equipos se encargan de manejar casos que involucran desde traficantes de drogas y accidentes automovilísticos hasta delitos más importantes como tiroteos, apuñalamientos y robos a mano armada en los alrededores de los suburbios del este de Sídney.

## Personajes
| Actor              | Personaje                                     | N.º de Episodios | Duración |
| ------------------ | --------------------------------------------- | ---------------- | -------- |
| Kate Ritchie       | Oficial Detective Mayor Samantha Cooper       | 13               | 2010     |
| Martin Dingle Wall | Oficial Detective Mayor Rhys Llewellyn        | 13               | 2010     |
| Ria Vandervis      | Oficial Detective Mayor Roxanne "Roxie" Perez | 13               | 2010     |
| Tom O'Sullivan     | Oficial Mayor Nathan Holt                     | 13               | 2010     |
| Damian de Montemas | Forense y Oficial Mayor Matt Hilton           | 13               | 2010     |
| Kelly Paterniti    | Oficial Priscilla "Smithy" Smith              | 13               | 2010     |
| Graeme Squires     | Oficial a Prueba Daniel "Dan" Vandermark      | 13               | 2010     |
| Gary Sweet         | Superintendente Jack Finch                    | 13               | 2010     |
| Denise Roberts     | Inspectora Diane Pappas                       | 13               | 2010     |

### Personajes Recurrentes
| Actor   | Personaje    | Trabajo                | Episodios | Temporada |
| ------- | ------------ | ---------------------- | --------- | --------- |
| Ivy Mak | Frank Barker | Gerente del Área Local | 10        | 2010      |

### Antiguos Personajes Principales
| Actor       | Personaje                      | Episodios | Duración | Estado | Causa                                         |
| ----------- | ------------------------------ | --------- | -------- | ------ | --------------------------------------------- |
| Roy Billing | Sargento Mayor Graeme Sinclair | 13        | 2010     | Muerto | murió luego de recibir un disparo en el pecho |

### Antiguos Personajes Recurrentes
| Actor           | Personaje     | Trabajo  | Episodios | Temporada | Estado | Causa        |
| --------------- | ------------- | -------- | --------- | --------- | ------ | ------------ |
| Jonny Pasvolsky | Zac Butler    | Criminal | 9         | 2010      | Vivo   | en la cárcel |
| Sophie Katinis  | Therese Drake | Policía  | 8         | 2010      | Muerta | -            |

## Episodios
La primera temporada de la serie Cops: L.A.C., se estrenó el 2 de septiembre del 2010. La primera temporada contará con 13 episodios.

## Premios y nominaciones
| Año  | Categoría             | Premio           | Serie        | Resultado |
| ---- | --------------------- | ---------------- | ------------ | --------- |
| 2010 | Worst Australian Show | TV Tonight Award | Cops: L.A.C. | Ganó      |
| 2010 | Worst Female          | TV Tonight Award | Kate Ritchie | Nominada  |

## Producción
La primera temporada constará de 13 episodios, la serie fue producida por Diane Haddon, Lisa Scott y la casa del Departamento de Drama de Nine Network. La producción comenzó el 27 de mayo del 2010 y terminó en septiembre del mismo año.

## Tema Musical
La música de la serie está a cargo del tema "Howling For You" de The Black Keys.